# Parafia św. Daniela Proroka w Chicago
Parafia św. Daniela Proroka w Chicago (ang. St. Daniel the Prophet Parish) – parafia rzymskokatolicka położona w Chicago w stanie Illinois w Stanach Zjednoczonych.
Jest ona wieloetniczną parafią w zachodniej dzielnicy Chicago, z mszą św. w j. polskim dla polskich imigrantów.
Parafia została poświęcona św. Danielowi Prorokowi.

## Szkoły
- St. Daniel the Prophet[1]